# If I Could Do It All Over Again, I'd Do It All Over You
If I Could Do It All Over Again I'd Do It All Over You is het tweede album van de Britse progressieve rockband Caravan. Caravan is een van de centrale bands binnen de Canterbury-scene. Het album wijkt sterk af van zijn voorganger, in die zin dat er veel meer jazzinvloeden op te horen zijn. Zo is er gebruikgemaakt van minder alledaagse ritmes en is er ruimte voor lange instrumentale stukken, zoals in het nummer "For Richard".
Op de cd-versie uit 2001 is een aantal bonustracks toegevoegd, waaronder het nog niet eerder uitgebrachte "A Day in the Life of Maurice Haylett".

## Tracklist
1. If I Could Do It All Over Again, I'd Do It All Over You (Pye Hastings) (3:05)
2. And I Wish I Were Stoned / Don't Worry - 8:12
  1. And I Wish I Were Stoned - 5:01 (Pye Hastings)
  2. Don't Worry 3:11 (Pye Hastings)
3. As I Feel I Die 5:12 (Pye Hastings)
4. With An Ear To The Ground You Can Make It - 9:51
  1. With An Ear To The Ground You Can Make It - 1:59 (Pye Hastings)
  2. Martinian - 1:59 (Pye Hastings)
  3. Only Cox - 3:53 (Pye Hastings)
  4. Reprise 0:55 (Pye Hastings)
  5. Coda - 2:03
5. Hello Hello 3:44 (Pye Hastings / David Sinclair)
6. Asforteri 25 1:20 (Pye Hastings)
7. For Richard - 14:17
  1. Can't Be Long Now 2:36 (David Sinclair)
  2. Françoise 1:04 (David Sinclair)
  3. For Richard 6:26 (Richard Sinclair /David Sinclair)
  4. Warlock 4:11 (David Sinclair)
8. Limits (Pye Hastings) (1:32)

Bonus tracks op de 2001-re-issue:
1. A Day In The Life Of Maurice Haylett - 5:40 (Pye Hastings)
2. Why? (demo versie) - 4:22 (Pye Hastings)
3. Clipping The 8th (demo) - 3:13 (Pye Hastings / David Sinclair)
4. As I Feel I Die (demo) - 4:39 (Pye Hastings)

## Bezetting
- Richard Sinclair, gitaar, basgitaar, zang
- Pye Hastings, zang, gitaar
- Richard Coughlan, drums
- David Sinclair, orgel, piano

Met medewerking van
- Jimmy Hastings